# Янчик, Давид
Да́вид Я́нчик (пол. Dawid Janczyk; род. 23 сентября 1987, Новы-Сонч, Малопольское воеводство) — польский футболист, нападающий.

## Карьера
Был игроком «Сандеции» (Новы-Сонч), затем был приобретён варшавской «Легией». 14 июля 2005 года дебютировал в польской «экстракласе», в матче с «Аркой» (Гдыня). Сыграл за «Легию» в высшей лиге 42 матча, забил 9 голов.
25 апреля 2005 года дебютировал в молодёжной сборной Польши до 18 лет; первый гол забил уже во втором своём матче, 26 апреля этого же года. Принял участие в чемпионате Европы для юношей до 19 лет 2006 года (хет-трик в матче с Бельгией). В групповых матчах чемпионата мира для игроков не старше 20 лет в 2007 году забил два гола, после чего ещё во время этого турнира за 4,2 миллиона евро его купил московский ЦСКА, таким образом Янчик стал самым дорогим футболистом, купленным из польской лиги. Учитывая сумму, заплаченную за его первый трансфер, за 2 года он подорожал в 580 раз. Всего на том турнире Янчик забил три гола, став лучшим бомбардиром в польской команде.
В ЦСКА дебютировал 22 июля 2007 года в гостевом матче против «Локомотива», выйдя на замену. Первый гол забил в ворота «Химок» в 1/8 финала Кубка России 8 августа 2007 года. Первый и решающий мяч в чемпионате России забил 2 сентября 2007 года на 93-й минуте в матче с московским «Спартаком», и именно этот гол не позволил красно-белым прервать безвыигрышную серию в матчах с армейцами с 2001 года.
В январе 2009 года Янчик перешёл на правах аренды в бельгийский клуб «Локерен». В январе 2010 года Янчик перешёл на правах аренды в бельгийский клуб «Жерминаль Беерсхот». В марте 2011 года Янчик перешёл на правах аренды в польский клуб «Корона». В конце августа 2011 года был отдан в аренду в «Александрию», до конце сезона 2011/12. В состав команды он перешёл вместе с одноклубником Любошем Калоудой. В команде Янчик взял себе 87 номер. В «Александрии» отыграл 3 матча, после чего вернулся обратно в ЦСКА.
В 2012 году находился на сборах ирландского «Лимерика», даже отметился голом, но решил не оставаться в Ирландии. После не появлялся на тренировках ЦСКА, в связи с чем клуб перестал выплачивать футболисту зарплату. В 2014 году Давид покинул ЦСКА и на семь месяцев прерывал игровую карьеру, а затем попробовал себя в «Пясте», однако с апреля 2015 года снова находился в статусе свободного агента. В феврале 2016 года клуб «Сандецья», в котором игрок начинал свою карьеру, подписал с ним полугодовой контракт. В январе 2017 года покинул клуб.
13 августа 2018 года Давид Янчик подписал контракт с клубом восьмого, низшего, дивизиона Польши «КТС Вешло».

## Достижения
- Чемпион Польши: 2005/06
- Серебряный призёр чемпионата России: 2008
- Бронзовый призёр чемпионата России: 2007
- Обладатель Кубка России: 2007/08

## Интересные факты
- Является совладельцем винного магазина в Варшаве, планирует приступить к производству фирменного дорогого изысканного напитка под своей фамилией[10].
- Своё польское прозвище «Murzyn» («Негр») получил из-за смуглой кожи, унаследованной от матери-турчанки. Такое же прозвище было когда-то у Збигнева Бонека[1].